# Майлз Джозеф
Майлз Джозеф (англ. Miles Joseph, нар. 2 травня 1974, Вест-Спрінгфілд, Массачусетс) — американський футболіст, що грав на позиції півзахисника. По завершенні ігрової кар'єри — тренер.
Виступав, зокрема, за клуб «Нью-Йорк Ред Буллз», а також національну збірну США.

## Клубна кар'єра
Майлз, народившись у штаті Массачусетс, виріс у Кліфтон-Парку, штат Нью-Йорк, та закінчив середню школу Шенендехова в 1992 році. За час кар'єри в коледжі він виграв три чемпіонати штату. Восени 1992 року він вступив у Клемсонський університет, де три роки виступав за футбольну команду навчального закладу — «Клемсон Тайгерз».
У 1996 році Імад був обраний на драфті клубом «МетроСтарз». Відіграв за команду з Нью-Йорка наступні чотири з половиною сезони своєї ігрової кар'єри. Більшість часу, проведеного у складі команди, був основним гравцем команди.
У травні 2000 року Джозеф був відданий у «Коламбус Крю», де дограв сезон, а наступний рік провів у клубі «Даллас Берн», зігравши свої останні 9 ігор у МЛС.
Протягом 2002—2003 років грав у шоубол за команду «Даллас Сайдкікс» в Major Indoor Soccer League, після чого покинув команду, щоб 5 серпня 2003 року стати помічником тренера жіночої футбольної команди Сієнського коледжуReal Salt Lake.

## Виступи за збірні
У 1993 році у складі молодіжної збірної США Джозеф взяв участь у молодіжному чемпіонаті світу в Австралії. На турнірі він зіграв у чотирьох матчах і відзначився дублем в поєдинку проти турків.
1996 року захищав кольори олімпійської збірної США на домашніх Олімпійських іграх в Атланті, зігравши в усіх трьох матчах, але американцям не вдалося подолати груповий етап.
30 серпня 1996 року дебютував в офіційних матчах у складі національної збірної США, вийшовши на заміну замість Кобі Джонса на 89-й хвилині і грі із Сальвадором (3:1). Всього протягом кар'єри у національній команді, яка тривала 2 роки, провів у її формі 3 матчі.

## Кар'єра тренера
Розпочав тренерську кар'єру 2010 року, увійшовши в тренерський штаб клубу «Реал Солт-Лейк», де пропрацював чотири роки. 
Після цього Джейсон Крейс, новий головний тренер «Нью-Йорк Сіті», який добре знав Джозефа з часів спільної роботи у «Реал Солт-Лейк», зробив Майлза Джозефа першим помічником тренера своєї нової команди, яка у сезоні 2015 року дебютувала у МЛС. 2 листопада 2015 року керівництво клубу, розчароване тим, що він не вийшов у плей-офф Кубка МЛС 2015 року, звільнило Крейса та Джозефа. Після цього у 2016–2018 роках Джозеф працював помічником Крейса в «Орландо Сіті».
З 2018 року працював у тренерському штабі клубу «Портленд Тімберз».